# Phoebastria immutabilis
El albatros de Laysan (Phoebastria immutabilis) es una especie de albatros autóctona de Hawái. Recibe tal nombre por la abundante colonia que existe en la isla de Laysan.
A esta especie pertenece el ave de mayor edad registrada, apodada "Wisdom", nacida en torno a 1951.